# Nyugi, Charlie!
A Nyugi Charlie! (Eredeti címe: Anger Management) egy 2012-ben bemutatott sorozat. Magyarországon a premiert az RTL II sugározta. Korábban a Viasat 6 az RTL+ és a SONY Movie Channel sugározta, jelenleg a TV2 Comedy sugározza A cselekmény központjában Charlie Goodson áll, aki egykori baseball játékosként dühterapeutának áll. A sorozat főszereplői: Charlie Sheen, Shawnee Smith, Selma Blair, Noureen DeWulf, Barry Gorbin, Derek Richardson, Michael Arden, Brian Austin Green, Laura Bell Bundy.
| Nyugi Charlie! (Anger Management) | Nyugi Charlie! (Anger Management)                         |
| --------------------------------- | --------------------------------------------------------- |
| Rendező:                          | Bob Keherr Gerry Cohen                                    |
| Forgatókönyvíró:                  | Bruce Helford David Dorfman                               |
| Zene:                             | Raney Shockne                                             |
| Szereplők:                        | Charlie Sheen Shawnee Smith Daniela Bobadilla Selma Blair |

## Cselekmény
A négy rendkívül különböző felfogású páciens beszélgetése folyton marakodásba torkollik. Charlie igyekszik viszonylag jóban lenni volt feleségével, eközben kizárólag szexen alapuló viszonyt folytat egy másik terapeutával, Kate-tel. Kate attól tart, hogy Charlie túlságosan kötődik hozzá, márpedig ő nem akar kapcsolatot. Jennifer és Charlie azt gondolják, hogy lányuk, Sam leszbikus. Eközben a dühterápia csoportban Charlie komoly eredményt ér el.Charlie és Kate elmennek Charlie testvérének babaváró partijára. Kate nem szívesen megy, mert mindent elkövet, hogy kapcsolatuk ne legyen tipikus párkapcsolat. A csoportterápián mindenkinek meggyőződése, hogy Ed lánya leszbikus. Charlie és Kate új szextanulmányba kezdenek, amihez nyitott párokat keresnek. Elkezdődik a jelentkezők válogatása. Egy bíró épp Charlie csoportterápiájára küldi el Seant, volt felesége új pasiját. Ed, aki Patricknél lakik, meggyőzi őt, hogy vegyen egy tévét. Egy riporternő Charlie kutatása iránt érdeklődik, és világossá teszi, hogy ki szeretné próbálni Charlie-val, aki nem ellenkezik. Az aktus közben a szenzorok úgy érzékelik, a lány szerelmes Charlie-ba. Laceyt házi őrizetre ítélik, mert megtépett valakit. A bírónőtől azt kéri, hogy terapeutája házába jelölje ki a házi őrizetet. A mit sem sejtő Charlie aláírja a papírokat. Lacey beköltözik, és elriasztja Charlie közeléből az összes nőt. Charlie szeretne egy kis nyilvánosságot, hogy segíthessen egy férfin, aki 50 évig ült börtönben, mielőtt kiderült az ártatlansága. A riport enyhén szólva rosszul sült el. Sean és Jordan amiatt aggódnak, hogy kapcsolatuk kezd komolyra fordulni. Charlie viszonyt folytat az új igazgatónővel, és próbálja rávezetni arra, hogy ne szüntesse meg a terápiás csoportot. Becky véletlenül olyan kijelentést tesz, amiből az derül ki, hogy fiatalon felnőtt anyagok keringtek róla. Charlie egészen véletlenül kikottyantja a titkát. Charlie-nak sok pénzt ajánlanak, amennyiben elvállalja a pszichológusi állást egy menő baseball csapatnál. Mivel ő is játszott korábban, nagyon neki való feladat. Ám ehhez le kell mondania dühterápiás csoportjáról, de nem bírja sokáig nélkülük.

## Epizódok
Bővebben: A Nyugi, Charlie! epizódjainak listája